# Cornbugs
Cornbugs foi uma banda de metal experimental que foi formada no Texas em 1995. Com o ator Bill Moseley como vocalista, interpretando seu personagem "Choptop" de O Massacre da Serra Elétrica 2, o guitarrista Buckethead, o baterista Pinchface e o tecladista Travis Dickerson, a banda lançou 5 álbuns, 2 DVDs, e 3 compilações antes deles se separarem em 2007. A banda fez vários álbuns, mas nunca fez performance em um show.

## Biografia
A banda lançou seu primeiro álbum chamado Spot the Psycho em 1999. A banda não fez nenhum lançamento até 2001 quando eles resolveram lançar seu segundo e terceiro álbuns de estúdio ao mesmo tempo, Cemetery Pinch e How Now Brown Cow. Todos os três foram lançados e vendidos pelo site de Moseley.
Em 2004, os Cornbugs lançaram seu quarto álbum chamado Brain Circus, esse álbum foi lançado pela gravadora do tecladista Travis Dickerson, a TDRS Music. Mais tarde no mesmo ano, eles lançaram o quinto e último álbum com material novo chamado Donkey Town.
Em 2005 e 2006, TDRS Music lançou uma compilação remasterizada dos álbuns com mais de seus materiais já lançados, Rest Home for Robots, Skeleton Farm e Celebrity Psychos.
A banda anunciou sua separação em 2007, depois 2 DVDs, Quackers! e Headcheese foram feitos.

## Integrantes
- Bill "Choptop" Moseley – vocal
- Buckethead – guitarra
- Pinchface – bateria
- Travis Dickerson – teclado (2003–2007)

## Discografia

### Álbuns
- Spot the Psycho (1999)
- Cemetery Pinch (2001)
- How Now Brown Cow (2001)
- Brain Circus (2004)
- Donkey Town (2004)

### Compilações
- Rest Home for Robots (2005)
- Skeleton Farm (2005)
- Celebrity Psychos (2006)

### DVDs
- Quackers!
- Headcheese